# Hans Peter von Kotze
Hans Peter von Kotze (* 24. März 1873 in Klein Oschersleben; † 3. Februar 1915 in Frankreich) war ein deutscher Verwaltungsbeamter.

## Leben
Hans Peter Kotze studierte an der Georg-August-Universität Göttingen Rechtswissenschaft. 1891 wurde er Mitglied des Corps Saxonia Göttingen. Nach dem Studium absolvierte er den Vorbereitungsdienst für den preußischen Staatsdienst. Nachdem er 1902 die Prüfung zum Regierungsassessor bestanden hatte, war er zunächst beim Preußischen Ministerium des Inneren tätig. 1907 wurde er zum Landrat des Landkreises Wanzleben. Von Kotze war Rittmeister der Reserve im Königs-Ulanen-Regiment (1. Hannoversches) Nr. 13. Zu Beginn des Ersten Weltkriegs war er zuerst beim Reserve-Regiment seiner Stammeinheit und später als Kompanieführer der 1. Kompanie des Reserve-Infanterie-Regiments Nr. 17 eingesetzt. Er fiel bei einem Sturmangriff in Frankreich. Er war verheiratet mit Gerda Gräfin Hohenthal. Der Verwaltungsbeamte Hans Ludolf von Kotze war sein Bruder.